# Figgo Bessone
Bautista Bessone, conocido como Figgo Bessone (Mataderos, Buenos Aires, 29 de mayo de 2004) es un piloto argentino de automovilismo. Debutó profesionalmente en el año 2020 en la Fórmula Nacional Argentina con tan solo 16 años de edad, siendo así uno de los pilotos más jóvenes de su divisional.
Su carrera como deportista comienza en el karting. Seguido de eso, fue desarrollándose en prestigiosas categorías de monoplazas, formando parte de la  Fórmula Nacional Argentina, Fórmula Renault Plus y F4 Argentina, para luego continuar compitiendo en automóviles de turismo, debutando en 2021 en el Turismo Pista y la Fiat Competizione. En 2022, incursionó en categorías como el   TC2000 Series y la Copa Abarth Argentina, donde obtuvo su primer título a nivel nacional.

## Biografía
Hijo del reconocido piloto Ernesto «Tito» Bessone, destacado por ganar títulos en todas las categorías en las cual participó, Figgo inicia su carrera deportiva en Rotax Max Buenos Aires, categoría reconocida de karting. Durante los años  2018 y 2019, también participa en categorías como el Regional de Karting, Pako y Rotax Max Grand National.
En 2020, comienza sus entrenamientos en la Fórmula Renault Plus, donde se vio interrumpido su debut a causa del COVID-19. En septiembre, retorna su actividad debutando en la Fórmula Nacional Argentina, obteniendo un P5 en su primera carrera.
En 2021, Figgo apunta al Turismo Pista, siendo el más joven de la categoría con tan solo 16 años, y obteniendo grandes resultados. Además, en la misma temporada, se le da la oportunidad de incursionar en una categoría con características internacionales, la F4 Argentina, obteniendo múltiples podios, y de esa manera quedándose con el subcampeonato. En simultáneo, forma parte de la Fiat Competizione, compitiendo contra su padre “Tito”, y teniendo grandes batallas entre ellos. En septiembre, Figgo obtiene su primera victoria en la categoría, en el circuito de San Juan, Villicum. En un campeonato muy peleado, el joven piloto supo quedarse con 3 podios, y siendo protagonista en todas sus competencias.
En 2022, nuevos proyectos se tenían en mente. Por un lado, Figgo haría su debut en el TC2000 Series, y además formaría parte de la Copa Abarth. El año comenzó de gran manera, ya que el piloto pudo lograr su primera victoria en su segunda carrera de TC2000 Series. De la misma manera, pudo adaptarse rápidamente a la Copa Abarth, donde pudo formar parte de todos los podios de la temporada. Como resultado, Figgo consiguió quedarse con 17 podios, 5 victorias, 4 Pole Position, y el campeonato de pilotos y de marcas de la Copa Abarth.
Finalmente, tuvo la posibilidad de formar parte de los 200 km de TC 2000, la carrera de los 200 pilotos en el Turismo Nacional C2, y la última fecha del TCR South America, donde en cada una de ellas pudo ser protagonista. Pese a los buenos resultados y logros obtenidos durante el año, el piloto que reside en Alta Gracia, Córdoba, fue premiado en su deporte, en el evento reconocido como "Campeones de la Estancia" de su ciudad.

## Resumen de carrera
| Temporada | Categoría                            | Equipo                   | Carreras     | Victorias    | Poles        | VR           | Podios       | Puntos       | Pos.         |
| --------- | ------------------------------------ | ------------------------ | ------------ | ------------ | ------------ | ------------ | ------------ | ------------ | ------------ |
| 2020      | Fórmula Nacional Argentina           | Aimar Motorsport         | 2            | 0            | 0            | 0            | 0            | 38           | 17.º         |
| 2020      | Fórmula Renault Plus                 | Aimar Motorsport         | 1            | 0            | 0            | 0            | 0            | 0            | NC           |
| 2021      | Turismo Pista - Clase 1              | Oliverio Competición     | 3            | 0            | 0            | 0            | 0            | 10           | 24.º         |
| 2021      | Fiat Competizione                    | FS Motorsport            | 7            | 1            | 1            | 1            | 3            | 466          | 11.º         |
| 2021      | Campeonato de Argentina de Fórmula 4 | Collazo/Bernardini       | 14           | 0            | 0            | 1            | 5            | 241          | 2.º          |
| 2022      | TC2000 Series                        | JM Motorsport            | 12           | 2            | 1            | 3            | 5            | 162          | 6.º          |
| 2022      | TCR South America                    | PMO Racing               | 2            | 0            | 0            | 0            | 0            | 18           | 43.º         |
| 2022      | Copa Abarth Argentina                | FP Racing                | 11           | 3            | 3            | 7            | 11           | 177          | 1.º          |
| 2022      | Turismo Nacional - Clase 2           | GR Competición           | 1            | 0            | 0            | 0            | 0            | -            | -            |
| 2023      | TC2000 Series                        | JM Motorsport            | 6            | 1            | 0            | 0            | 2            | 49           | 10.º         |
| 2023      | Turismo Nacional - Clase 2           | GC Sport                 | 3            | 0            | 0            | 0            | 0            | 7            | 56.º         |
| 2023      | Turismo Nacional - Clase 3           | Tito Bessone Racing Team | 5            | 0            | 0            | 0            | 0            | 10           | 46.º         |
| 2024      | TC2000                               | Axion Energy Sport       | Disputándose | Disputándose | Disputándose | Disputándose | Disputándose | Disputándose | Disputándose |
| Fuente:   |                                      |                          |              |              |              |              |              |              |              |

## Resultados

### TCR South America
| Año  | Equipo     | Auto            | 1   | 2   | 3   | 4   | 5   | 6   | 7   | 8   | 9   | 10  | 11 | 12 | 13  | 14  | Pos. | Pts. |
| ---- | ---------- | --------------- | --- | --- | --- | --- | --- | --- | --- | --- | --- | --- | -- | -- | --- | --- | ---- | ---- |
| 2022 |            |                 | VEL | VEL | INT | GOI | GOI | RIV | RIV | EPI | EPI | TRH | BA | BA | VIL | VIL | 42.º | 18   |
| 2022 | PMO Racing | Peugeot 308 TCR |     |     |     |     |     |     |     |     |     |     |    |    | 8   | Ret | 42.º | 18   |

## Palmarés
| Título  | Categoría             | Marca           | Año  |
| ------- | --------------------- | --------------- | ---- |
| Campeón | Copa Abarth Argentina | Fiat Abarth 595 | 2022 |